# Gerderath
Gerderath ist der westlichste Ort der Stadt Erkelenz im Kreis Heinsberg in Nordrhein-Westfalen. Geschichtlich eng verbunden mit dem Ort sind die Dörfer Gerderhahn und Fronderath, die Weiler Moorheide und Vossem sowie der Eckartshof und die Gerderather Mühle; gemeinsam bilden sie den Stadtbezirk 2 von Erkelenz. Fronderath und Vossem werden in diesem Artikel mit behandelt.
Gerderath war bis 1972 eine eigenständige Gemeinde im Landkreis Erkelenz und wurde dann in die Stadt Erkelenz eingegliedert. Mit etwa 4.600 Einwohnern ist Gerderath hinter Erkelenz die zweitgrößte Ortschaft im Stadtgebiet.

## Geographie
Gerderath liegt am westlichen Rand der Erkelenzer Börde. Südwestlich des Dorfes erstreckt sich das Wassenberger Riedelland mit der dahinter liegenden Rurniederung.
Die Ortschaft befindet sich an der Landstraße 19, die Erkelenz mit Wassenberg verbindet. Nördlich des Ortes liegt auf dem Gelände des ehemaligen britischen Militärflugplatzes Wildenrath der Gewerbe- und Industriepark Wegberg-Wildenrath.
Nachbarorte sind Vossem im Norden, Gerderhahn im Osten, Golkrath im Südosten, Kleingladbach im Süden, Altmyhl im Südwesten und Myhl im Westen.
Der Floßbach entspringt am südlichen Ortsrand von Gerderath, fließt nach Altmyhl und Ratheim (hier als Gerderather Bach oder auch Ratheimer Mühlenbach) und mündet in die Rur.

## Geschichte
Aufgrund der fruchtbaren Böden war der Raum Gerderath schon früh besiedelt. Archäologische Ausgrabungen im Neubaugebiet „An der Burg“ am Südrand der Ortschaft ließen vor wenigen Jahren eisenzeitliche Siedlungsspuren des 8. bis 5. Jahrhunderts vor Chr. und ein römisches Landgut des 2. bis 3. Jahrhunderts nach Chr. erkennen.
1172 wurde der bis heute bestehende Ort erstmals urkundlich als „Gerdenrothe“ erwähnt, 1554 als „Gerderaidt“ und 1666 als „Gerderath“.
Von 1494 bis 1798 gehörte das Dorf zum Amt Wassenberg des Herzogtums Jülich, 1816 wurde es Bürgermeisterei im Landkreis Erkelenz.
Im 20. Jahrhundert erfolgte der Bau einer Bergmannssiedlung, deren Bewohner waren auf der Zeche Sophia-Jacoba in Hückelhoven und Ratheim beschäftigt.
Am 1. Januar 1972 wurde Gerderath nach Erkelenz eingemeindet. Kleine Gebietsteile kamen nach Wassenberg und Wegberg.

### Ortsname
Gerderath gehört zur Gruppe der -rode-Namen. Die Siedlung ist also in der hochmittelalterlichen Rodungsphase entstanden. Das Bestimmungswort des Ortsnamens ist vermutlich auf den Personennamen Gerd, Gert (von Gerhard) zurückzuführen.

### Bevölkerungsentwicklung
Die Bevölkerungszahlen stiegen durch den Bergbau erheblich an.

### Religion
Die katholische Kirche ist dem Heiligen Christophorus geweiht. Das Patronatsrecht erhielt 1447 das Gangolfusstift in Heinsberg. In der ehemaligen Pfarrkirche steht ein Taufstein aus dem 12. Jahrhundert. Die historische Orgel aus dem 17. Jahrhundert hat eine mitteltönige Stimmung.
Im Kirchspiel Gerderath lagen die benachbarten Orte Gerderhahn, Fronderath, Moorheide und Vossem.
Mit der Neugliederung der Kirchengemeinden im Bistum Aachen wurde die Pfarrgemeinde zum 31. Dezember 2009 aufgelöst und am 1. Januar 2010 als Filialgemeinde der Kirchengemeinde St. Lambertus in Erkelenz eingegliedert, die selbst am 1. Januar 2015 mit den östlichen Erkelenzer Gemeinden zur Gemeinde Christkönig Erkelenz fusionierte.
Die evangelische Gemeinde nennt sich Friedenskirche Ratheim-Gerderath.

### Wappen
Das ehemalige Gemeindewappen zeigt auf einem grünen Hintergrund eine silberne bewurzelte Eiche. Das Wappen weist durch den gerodeten Eichenstamm – in Anlehnung an den Pfarrpatron St. Christophorus – auf die damals typische mittelalterliche Rodungssiedlung hin. Durch die Urkunde vom 8. Mai 1967 wurde das Wappen der Gemeinde genehmigt.

## Infrastruktur
- Städt. Kindergarten Gerderath

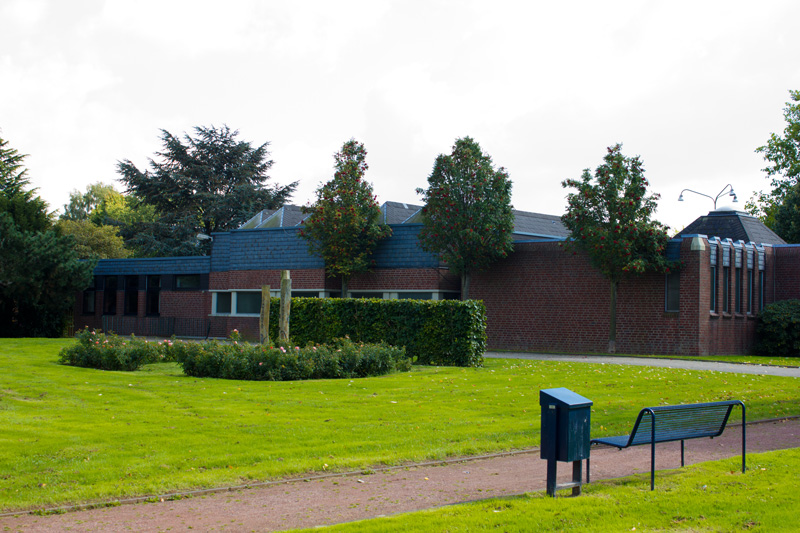
Bürgerhaus, früher Pfarrzentrum der kath. Pfarrgemeinde St. Christophorus, erbaut 1973

- Katholischer Kindergarten St. Hermann Josef Gerderath
- Waldkindergarten
- Gemeinschaftsgrundschule Gerderath
- Evangelisches Kinder- und Jugendzentrum „CIRKEL“
- Turn- und Schwimmhalle Gerderath
- Löschgruppe Gerderath der Freiwilligen Feuerwehr Erkelenz
- Geschäftsstelle Gerderath der Kreissparkasse Heinsberg
- Waldfriedhof
- Alter Friedhof mit Ehrengräbern von 34 Gefallenen des Zweiten Weltkrieges
- Kinderspielplätze
- Bürgerhaus
- seit Dezember 2014 flächendeckendes Glasfasernetz in alle Haushalte

## Verkehr
Die AVV-Buslinien 405, 407 und SB1 der WestVerkehr verbinden Gerderath mit Erkelenz, Heinsberg, Geilenkirchen und Hückelhoven.
Zudem verkehrt der Multi-Bus seit dem 9. Juni 2024 kreisweit erweitert und zu einheitlichen Bedienzeiten. Mehr Informationen gibt es bei WestVerkehr.
| Linie | Verlauf |
| ----- | --- |
| 405   | Erkelenz Bf – (Erkelenz ZOB –) (Grambusch – Schwanenberg – Gerderhahn –) Gerderath – Myhl – Wassenberg – Birgelen – Schloss Elsum – Effeld – Steinkirchen – Ophoven – Kempen – Karken – Heinsberg Busbf (– Heinsberg Agentur für Arbeit) |
| 407   | (Myhl –) Gerderath – Altmyhl – Ratheim – Millich – Hückelhoven (– Hilfarth – Himmerich – Randerath Bf – (Hoven – Kraudorf –) Nirm – Kogenbroich – Müllendorf – Süggerath Mühlenkamp – Geilenkirchen Bf)                                  |
| SB1   | Schnellbus: Erkelenz Bf – Erkelenz Burg / Erkelenz ZOB – Gerderath – Myhl – Wassenberg – Orsbeck – Unterbruch – Heinsberg Busbf – (Schleiden –) Rischden – Geilenkirchen Bf                                                              |

## Kultur

### Sehenswürdigkeiten
- Das Wegekreuz „Lauerkreuz“ von 1854 an der Straßenkreuzung in der Ortsmitte
- Das Missionskreuz aus dem 15./16. Jahrhundert an der katholischen Kirche
- Das Wegekreuz „Genender Kreuz“ hat unter einem offenen Dach einen barocken Altaraufbau mit gedrehten Säulen (Das Kreuz soll vom Altar des ehemaligen Kreuzherrenklosters Hohenbusch nahe Erkelenz stammen, nachdem es 1802 säkularisiert wurde.[7])
- Der alte Friedhof mit alten Grabmälern und Hochkreuz für zwei Priestergräber

### Regelmäßige Veranstaltungen
- Frühkirmes im Mai
- Spätkirmes mit Vogelschuss im September
- Karnevalssitzung(en) der kath. Frauengemeinschaft
- Oktobergaudi mit der Freiwilligen Feuerwehr (ehemals Feuerwehrball)
- Neujahrsempfang der Ortsgemeinschaft

## Fronderath

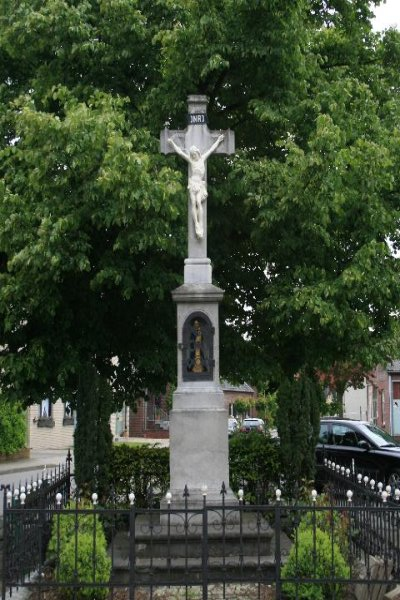
Wegekreuz in Fronderath

Die Ortschaft Fronderath liegt unmittelbar nördlich von Gerderath (51° 5′ 54″ N, 6° 13′ 16″ O) und ist heute mit dem Ort verschmolzen.

### Geschichte
1317 wurde die Siedlung Vrohenrode, 1445 Vronrade genannt. Der Ortsname leitet sich von dem Wort vron (= dem Herrn gehörig) ab und bezeichnete eine Rodung des (Grund-)Herren.

Der Hof gehörte 1405 dem Grafen Ruprecht von Virneburg und war als Lehen an Hermann von Randerath vergeben. 1447 wurde er an das Gangolfusstift in Heinsberg verkauft.
Fronderath gehörte verwaltungsmäßig und kirchlich immer zu Gerderath.

### Sehenswürdigkeiten
- Wegekreuz von 1855

## Vossem
Der Weiler Vossem (51° 6′ 26″ N, 6° 12′ 38″ O) liegt nordwestlich von Gerderath und Fronderath am Rand des Stadtgebietes von Wegberg. Nördlich zwischen Vossem und Wildenrath lag ehemals der Wald Eckart. Nach dem Zweiten Weltkrieg entstand dort ein RAF-Flugplatz, heute befindet sich hier die Teststrecke des Bahnprüfzentrums von Siemens. Der Ort hat 65 Einwohner (Stand 30. Juni 2006).

### Geschichte
1354 wurde der Weiler erstmals urkundlich als Voishem erwähnt, 1460 wurde er Voyssem genannt. Im Ortsnamen ist das Wort mittelniederdeutsche voss, vos (= Fuchs) enthalten. Hinzu kommt eine Ableitung des Wortes -heim.
Der Weiler gehörte verwaltungsmäßig und kirchlich immer zu Gerderath.

### Sehenswürdigkeiten
- Wegekreuz von 1888

## Persönlichkeiten
- Franz Nekes (* 13. Februar 1844 in Essen; † 6. Mai 1914 in Aachen) war vom 10. Mai 1871 bis zum 9. Oktober 1887 als katholischer Geistlicher an der St. Christophorus-Kirche in Gerderath tätig. Er gilt als ein Reformer der Kirchenmusik.
- August Monforts (* 18. September 1850; † 7. Juli 1926 in Mönchengladbach), Gründer des Maschinenbau-Unternehmens A. Monforts Textilmaschinen und A. Monforts Werkzeugmaschinen in Mönchengladbach.[8]
- Lewis Holtby (* 18. September 1990), Fußballspieler.